# サウンド・トライブ・セクター9
サウンド・トライブ・セクター9（Sound Tribe Sector 9、略称STS9）は、アメリカは北カリフォルニアのサーフシティ、サンタクルーズを拠点に活動する5人組のインストゥルメンタル・バンド。インストゥルメンタル、エレクトロニカをベースにしているが、ファンク、ジャズ、ドラムンベース、サイケデリック・ミュージック、ヒップホップなど様々な要素を取り入れている（彼らは自分たちの音楽をポストロック・ダンス・ミュージックと呼んでいる）。生音とエレクトロニックなサウンドを融合させた、グルーヴ感のある音楽を展開する。

## 略歴
1990年代後半に、ジョージア州アトランタにて結成し、2000年の後期に北カルフォルニアに拠点を移す。1999年の初期にジェフリー・ラーナーがバンドに参加するまでは、4人で活動を行っていた。
最初の2枚のアルバムを出した際のバンド名は「セクター9（Sector 9）」であったが、既存のロングボード会社と同じ名称であったため、サウンド・トライブ・セクター9（Sound Tribe Sector 9）にバンド名を変更した。
彼らのライブ・パフォーマンスや環境作り、バンド名の「9（マヤ暦で現在を指している）」、バンド・スケジュール等、根本にはマヤの要素が大きく根ざしている。通称として、「サウンド・トライブ」または「STS9」と呼ばれる。
日本には2002年に初来日以降、フジロックフェスティバル、朝霧JAM、METAMORPHOSEなど大型フェスティバルにも参加。2009年に日本ツアーを行う予定であったが、来日キャンセルとなっている。
2014年1月に、バンド結成メンバーのデイビッド・マーフィー（ベース）の脱退がアナウンスされ、代わってアラナ・ロクリンが加入した。

## メンバー
- ハンター・ブラウン (Hunter Brown) - ギター、キーボード (1997年– )
- デイヴィッド・フィップス (David Phipps) - キーボード、シンセサイザー、プログラミング (1997年– )
- ザック・ベルマー (Zach Velmer) - ドラム、エレクトロニック・パーカッション、プログラミング (1997年– )
- ジェフリー・ラーナー (Jeffree Lerner) - パーカッション、キーボード、プログラミング (1999年– )
- アラナ・ロクリン (Alana Rocklin) - ベース (2014年– )

旧メンバー
- デイヴィッド・マーフィー (David Murphy) - ベース、キーボード、プログラミング (1997年–2014年)

## ディスコグラフィ

### アルバム
- 『インタープラネタリー・エスケイプ・ヴィークル』 - Interplanetary Escape Vehicle (1999年、Landslide) ※ライブ
- Sector 9 – The Brown Album (1999年、Landslide) ※ライブ
- 『オファード・スケマティックス・サジェスティング・ピース』 - Offered Schematics Suggesting Peace (2000年、Landslide)
- 『シーズンズ 01』 - Seasons 01 (2002年、1320 Records) ※ライブ
- 『ライヴ・アット・ホーム』 - Live at Home (2003年、1320 Records)
- 『アーティファクト』 - Artifact (2005年、1320 Records)
- Artifact: Remixes Vol.1 (iTunes exclusive, 4-tracks) (2005年、1320 Records)
- 『アーティファクト・パースペクティヴス』 - Artifact: Perspectives (2005年、1320 Records) ※リミックス
- 『ヒアー、キャッチ…エッセンシャル・ライヴ・レコーディングス』 - Here...Catch Essential Live Recordings (2008年) ※日本限定ライブ・コンピレーション
- 『ピースブラスター』 - Peaceblaster (2008年、1320 Records)
- Peaceblaster: The New Orleans Make it Right Remixes (2009年、1320 Records)
- 『アド・エクスプロラータ』 - Ad Explorata (2009年、1320 Records)
- Axe the Cables (2010年、1320 Records) ※ライブ・アコースティック
- When the Dust Settles (2011年、1320 Records) ※EP
- One/One (2015年、1320 Records) ※ライブ
- The Universe Inside (2016年、1320 Records)
- Visions Tapes (2020年、1320 Records)
- Chromalight (2024年、1320 Records)
- Human Dream 1 (2025年、1320 Records)

### 映像作品
- STS9 Live in Santa Cruz – GrooveTV #201 (2008年、GrooveTV.net) ※ビデオCD, MPEGダウンロード
- 『ライヴ・アズ・タイム・チェンジズ』 - Live As Time Changes (2006年、1320 Records) ※DVD、2005年12月29日-31日ライブ録音
- Axe the Cables (2009年) ※オンデマンド・ストリーミング[1]
- STS9 Live (2007年-2010年) ※フリー・ストリーミング、オンデマンド・ストリーミング[2]

## 日本公演
- 2002年

5/23 (木) 東京Aoyana Cay
5/24 (金) 東京ディファ有明
5/25 (土) LUNATIC PICNIC
- 2003年

7/25 (金) フジロックフェスティバル(FIELD OF HEAVEN)
- 2005年

10/1 (土) 朝霧JAM(RAINBOW STAGE)

10/3 (月) 渋谷CLUB QUATTRO
- 2007年

8/23 (木) 名古屋BOTTOMLINE

8/24 (金) 大阪SUN HALL

8/25 (土) METAMORPHOSE(SOLAR STAGE)